# Manfred Hermanns

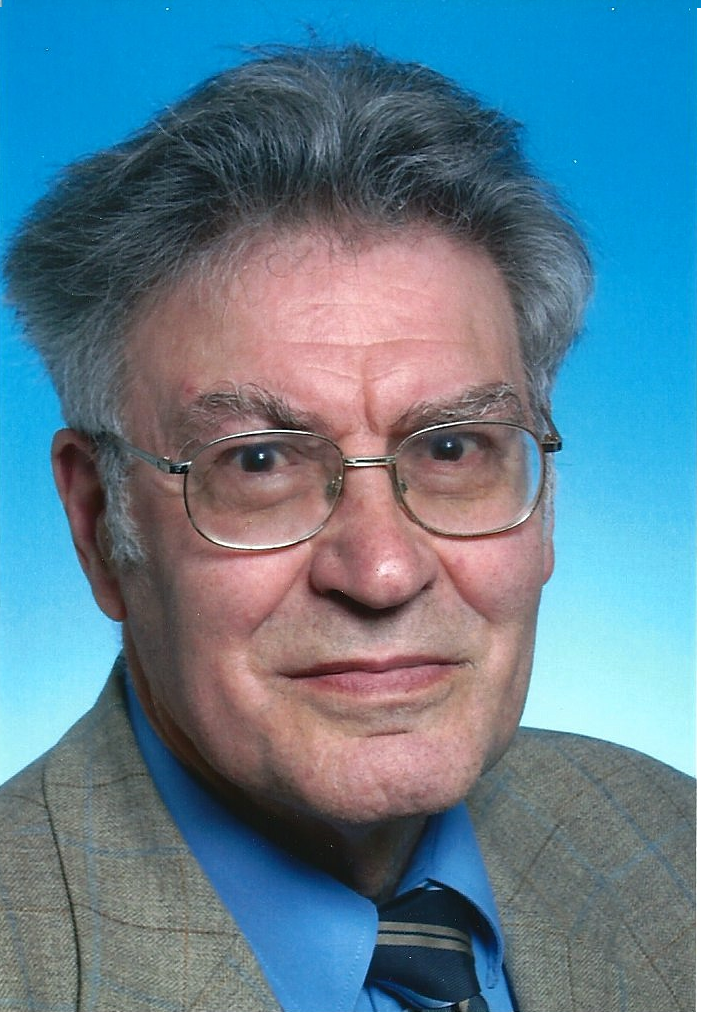
Manfred Hermanns im Jahr 1999

Manfred Hermanns (* 7. Februar 1936 in Düsseldorf) ist ein deutscher Sozialwissenschaftler.

## Leben
Manfred Hermanns wuchs in Düsseldorf und während der letzten Kriegsjahre in den thüringischen Evakuierungsorten Greiz (Besuch der Marienschule, heute Goetheschule) und Wormstedt (Kreis Apolda), heute Ortsteil der Gemeinde Bad Sulza, auf. Von 1947 bis 1956 besuchte er das humanistische Staatliche Görres-Gymnasium in Düsseldorf. Die Reifeprüfung fand am 7. Februar 1956 inklusive Großem Latinum, Graecum und Hebraicum statt. Von 1956 bis 1964 studierte Hermanns Geographie, Soziologie, Geschichte, Philosophie und katholische Theologie an der Rheinischen Friedrich-Wilhelms-Universität Bonn, der Westfälischen Wilhelms-Universität Münster und der Universität Wien. Seine ihn prägenden akademischen Lehrer waren Joseph Höffner (Christliche Sozialwissenschaften), Carl Troll (Geographie), Heinz Gollwitzer (Sozialgeschichte), Helmut Schelsky (Soziologie), Johannes Messner (Sozialethik), Otto Most und Josef Pieper (Philosophie), Hubert Jedin (Kirchengeschichte), Werner Schöllgen (Moraltheologie) und Hermann Volk (Dogmatik). 1960 erwarb er das Diplom der Christlichen Sozialwissenschaften bei Joseph Höffner. Im August 1964 wurde er an der Westfälischen Wilhelms-Universität Münster mit der Dissertation Das soziale und wirtschaftliche Raumgefüge des Landkreises Altenkirchen zum Dr. phil. promoviert. Von 1960 bis 1962 war er zuvor Wissenschaftlicher Mitarbeiter an dem von Joseph Höffner geleiteten Münsteraner Institut für Christliche Sozialwissenschaften. In dieser Zeit hat er auch Soziale Seminare in mehreren Städten des Erzbistums Paderborn und des Bistums Münster im Auftrag der Kommende und des Franz-Hitze-Hauses gehalten.
Von Oktober 1964 bis Ende Oktober 1965 war Hermanns wissenschaftlicher Mitarbeiter am Soziographischen Institut an der Johann Wolfgang Goethe-Universität Frankfurt bei Ludwig Neundörfer. Hier arbeitete er unter anderem an der Datensammlung zum "Atlas sozial-ökonomischer Regionen Europas". In dieser Zeit hörte er zusätzlich wirtschaftswissenschaftliche Vorlesungen. 1964 heiratete er die Lehrerin Maria Thienel († 15. Juni 1993), drei Kinder (Gerburg, Reginald, Meinulf) gingen aus der Ehe hervor. 1965/1966 erarbeitete er im Auftrag des Instituts für Landeskunde und Regionalgeschichte die offizielle Kreisbeschreibung Landkreis Altenkirchen/Westerwald, die 1969 als Band 6 der Landkreise von Rheinland-Pfalz im Auftrag des Ministerpräsidenten und der Landesplanung vom Zentralausschuss für deutsche Landeskunde herausgegeben wurde. Von 1966 bis 1969 war er Dozent an der Thomas-Morus-Akademie in Bensberg (bei Köln) und 1969 bis 1972 in der Aufbauphase der Katholischen Fachhochschule Nordrhein-Westfalen Dozent für Soziologie an den Höheren Fachschulen für Sozialpädagogik und Sozialarbeit in Paderborn. Gleichzeitig nahm er Lehraufträge für Familien-, Bildungs- und Religionssoziologie an der Universität-Gesamthochschule Paderborn, zuvor Pädagogische Hochschule Westfalen-Lippe, Abteilung Paderborn und für Soziologie und Politologie an der Fachhochschule Südostwestfalen, Fachbereich Wirtschaft (heute: Fachhochschule der Wirtschaft) wahr.
Seit Januar 1972 war Manfred Hermanns Dozent, seit Juni 1980 Professor für Soziologie an der Hochschule für Angewandte Wissenschaften Hamburg. Dort war er mehrere Jahre Mitglied des Senats und Konzils. Ferner hielt er 1972 Gastvorlesungen an der Pädagogischen Hochschule Niedersachsen, Abteilung Vechta, (heute Universität Vechta) und hatte 1975 und 1976 einen Lehrauftrag für Organisationssoziologie an der Hochschule der Bundeswehr Hamburg (heute: Helmut-Schmidt-Universität) sowie 1999 bis 2004 Lehraufträge an der Katholischen Fachhochschule Norddeutschland zum Thema „Sozialer und kultureller Wandel“. Von 1992 bis 2001 war er Vertrauensdozent der Konrad-Adenauer-Stiftung. 
Ehrenamtlich war er auf lokaler und regionaler Ebene verschiedentlich tätig, so von 1970 bis 1972 im Pfarrgemeinderat der Katholischen Hochschulgemeinde Paderborn und als Delegierter im Dekanatsrat sowie 1996 bis 2000 als Vorsitzender des von ihm mitbegründeten Oekumenischen Hospizdienstes Buchholz, 1981 bis 1991 als Mitglied im Jugendausschuss der Stadt Buchholz, 1988 bis 2013 als Mitglied des Verwaltungsrates des Raphaelswerkes, als Mitbegründer und Autor der Region Nord der Deutschen St.-Jacobus-Gesellschaft, 1998 bis 2018 als Präsident des Heinrich-Weber-Forschungskreises und zwischen 2003 und 2017 als Leiter von Wort-Gottes-Feiern in der St.-Petrus-Gemeinde in Buchholz in der Nordheide.
Manfred Hermanns unterstützt seit 1990 die Deutsche Stiftung Denkmalschutz. Mit dem 2013 errichteten „Professor Dr. Manfred-Hermanns-Fonds“ werden die Restaurierung, Erhaltung und Pflege unter Denkmalschutz gestellter Sakralbauten in Trägerschaft der römisch-katholischen Kirche in Nordrhein-Westfalen in Bau und Ausstattung und samt zugehöriger Anlagen gefördert.

## Wissenschaftliche Tätigkeit
Schwerpunkte seiner Lehr- und Forschungstätigkeit sind Familiensoziologie, Religionssoziologie, Organisationssoziologie, Jugendsoziologie, Jugendsozialarbeit, Geschichte der Sozialarbeit, Sozialethik. Er vertritt eine empirische Soziologie, die mit der verstehenden Soziologie verbunden ist. Deshalb berücksichtigt er für seine soziologische Forschung Sozialgeschichte, Sozialphilosophie, insbesondere Sozialethik und die Sozialgeographie und nutzt die Soziologie für die praktische Umsetzung in Sozialpolitik und Sozialarbeit, vor allem in Jugendsozialarbeit. Sein theoretischer Ansatz „ermöglicht einen Zugang zum Grundbegriff Sinn, der die Ordnungsform menschlicher Erlebnisverarbeitung meint“ (Internationales Soziologenlexikon, Bd. 2, S. 350).
1968–1977 war Manfred Hermanns Mitglied des reformorientierten Bensberger Kreises, und in dieser Zeit arbeitete er am Memorandum Demokratisierung der Kirche mit, aber zu der Veröffentlichung Anti-Sozialismus aus Tradition? (1977) verweigerte er seine Zustimmung. Von 1976 bis 1979 begleitete er im Rahmen des Bundesjugendplanprogramms „Zentrale Aufgaben und Modelle der Jugendarbeit für lernschwache, berufsunreife und arbeitslose Jugendliche und Berufsanfänger“ wissenschaftlich ein Modellprojekt zur Behebung der Jugendarbeitslosigkeit und zur Förderung sozial benachteiligter und individuell beeinträchtigter Jugendlicher in Hamburg (siehe: Aktionsforschung zur Jugendberufshilfe, Maßnahmen, Ergebnisse, Perspektiven, 1981). 1986 erstellte er für den 7. Jugendbericht (gefördert durch das Bundesministerium für Jugend, Familie, Frauen und Gesundheit) eine Expertise mit dem Titel Familien- und Erziehungsleitbilder in Öffentlichkeit und Jugendhilfe seit Beginn der sechziger Jahre, erschienen im Bd. 3 der „Materialien zum Siebten Jugendbericht: Familienleitbilder im Wandel“. 1989–91 war er Referent für Soziale Wissenschaften im Präsidium des Hochschullehrerbundes auf Bundesebene. Hermanns war 1991–98 bei der Arbeitsgemeinschaft Katholische Jugendsozialarbeit NRW Mitherausgeber des Jahrbuches für Jugendsozialarbeit, Bd. XII – Bd. XIX, in dem er auch mehrere Artikel zur Soziologie, Sozialethik und Jugendsozialarbeit veröffentlichte. 1984–1991 gehörte er als Experte der Jugendhilfe und der Jugendsozialarbeit dem Jugendausschuss der Stadt Buchholz an.
Nach seiner Pensionierung 2000 hat er sich vor allem der Geschichte der Sozialethik und Christlichen Gesellschaftslehre gewidmet und aufgrund quellenkritischer Archivforschung die Lebenswerke der Sozialethiker und Sozialreformer Franz Hitze, Heinrich Weber, Joseph Höffner, Wilhelm Weber, Franz Furger in mehreren Büchern und Artikeln dargestellt und zeitgeschichtlich eingeordnet.
Von 1996 bis 2000 war er Mitglied des Zentralkomitees der deutschen Katholiken (ZdK) und zuvor bereits Mitglied der Kommission „Soziale Arbeit und Caritas“ beim ZdK. Unter seiner Mitarbeit entstand 1995 die ZdK-Dokumentation „Barmherzigkeit. Eine neue Sichtweise zu einem vergessenen Aspekt der Diakonie“. 1999 erfolgte auf seine Initiative hin die Gründung des Heinrich-Weber-Forschungskreises e. V., dessen Präsident er bis 2018 war.

## Veröffentlichungen (Auswahl)
- Das soziale und wirtschaftliche Raumgefüge des Landkreises Altenkirchen. Düsseldorf 1964.
- Landkreis Altenkirchen / Westerwald. (= Die deutschen Landkreise, Handbuch für Verwaltung, Wirtschaft und Kultur, die Landkreise in Rheinland-Pfalz; Bd. 6), zusammen mit dem Institut für Landeskunde in Bad Godesberg. Altenkirchen Ww. 1969.
- Der Mensch – autonomes Wesen oder Sklave seiner Umwelt? In: Joseph Buchmann, Hans-Dieter Braun (Hrsg.): Teilnehmen – Teilhaben. Partnerschaft und Autorität. Hoheneck-Verlag, Hamm/Westf. 1970, S. 23–36.
- Die Neue Linke im Katholizismus. Wider die Illiberalität des jüngsten Bensberger Memorandums „Anti-Sozialismus aus Tradition.“  Sozialpädagogischer Verlag, Seevetal 1977.
- Kirche als soziale Organisation. Zwischen Partizipation und Herrschaft. (Patmos Paperback). Patmos Verlag, Düsseldorf 1979, ISBN 3-491-77599-X.
- Sozialpädagogische Arbeit mit lernschwachen und von Arbeitslosigkeit bedrohten Jugendlichen. In: Die Heimstatt – Werkheft für Jugendsozialarbeit. Jg. 27 (1979). S. 399–436.
- Aktionsforschung zur Jugendberufshilfe – Maßnahmen, Ergebnisse, Perspektiven. In: Karl Hugo Breuer, Hans Elsner und Horst Heibach (Hrsg.): Jahrbuch für Jugendsozialarbeit. Band II. Verlag Die Heimstatt, Köln 1981, S. 3–126.
- Sozialethik als Leitlinie der Politik zur Überwindung der Arbeitslosigkeit. In: Karl Hugo Breuer (Hrsg.): Jahrbuch  für Jugendsozialarbeit. Band III. Verlag Die Heimstatt, Köln 1982, S. 174–200.
- Familienleitbilder im Wandel. Normative Vorgaben und Selbstkonzepte von Eltern und Jugendlichen. (= Materialien zum Siebten Jugendbericht; Bd. 3), zusammen mit Barbara Hille. Verlag Deutsches Jugendinstitut, München 1987, ISBN 3-87966-273-8.
- Wertwandel in seiner Auswirkung auf familiäre und öffentliche Erziehungs-Leitbilder. In: Archiv für Wissenschaft und Praxis der sozialen Arbeit. Jg. 20 (1989), S. 5–26.
- Jugendberufshilfe und Jugendsozialarbeit in der Weimarer Republik. Eine sozialhistorische Studie zur Sozialarbeit und Sozialpolitik. In: Karl Hugo Breuer (Hrsg.): Jahrbuch für Jugendsozialarbeit. Band X. Verlag „Die Heimstatt“, Köln 1989, ISSN 0721-6084, S. 3–65.
- Jugendarbeitslosigkeit seit der Weimarer Republik. Ein sozialgeschichtlicher und soziologischer Vergleich. Leske & Budrich, Opladen 1990, ISBN 3-8100-0728-5.
- Katholische Soziallehre und/oder Theologie der Befreiung? Menschenbild und Wirtschaftsethik. In: Karl Hugo Breuer (Hrsg.): Jahrbuch für Jugendsozialarbeit. Band XII. Verlag „Die Heimstatt“, Köln 1991, S. 193–217.
- Konfession und Lebensführung. Zur Sozial-, Kultur- und Mentalitätsgeschichte und zu soziologischen Aspekten heute. In: Karl Hugo Breuer (Hrsg.): Jahrbuch für Jugendsozialarbeit. Band XIII. Verlag „Die Heimstatt“, Köln 1992, S. 185–234.
- Guardinis soziologisches Denken im Berlin der Vorkriegszeit. In: Guardini Weiterdenken. Hrsg. im  Auftrag der Guardini-Stiftung von Hermann Josef Schuster. (= Schriftenreihe des Forum Guardini; Bd. 1). Guardini Stiftung, Berlin 1993, S. 179–192.
- Prinzip des Dialogs, nicht der Herrschaftsfreiheit in der kirchlichen Jugendarbeit. (= Versuche – Skizzen – Resümees. Eine Schriftenreihe aus dem Johann-Michael-Sailer-Institut Köln; Heft 1). Verlag „Die Heimstatt“, Köln 1995, ISSN 0949-8834.
- mit Angela Stempin: Barmherzigkeit – unmodern? Eine Anfrage an die Gesellschaft zur schwindenden Dimension im Sozialstaat. In: Karl Hugo Breuer (Hrsg.): Jahrbuch für Jugendsozialarbeit. Band XVII. Verlag „Die Heimstatt“, Köln 1996, S. 161–179.
- Die Verknüpfung von Sozialethik und Caritaswissenschaft bei Heinrich Weber. In: Franz Furger (Hrsg.), Jahrbuch für Christliche Sozialwissenschaften. Bd. 38. Verlag Regensberg, Münster 1997, S. 92–114.
- Problemlösungsperspektiven im Spannungsfeld Organisation – Wirtschaft – Caritas in den 20er und 30er Jahren bei Heinrich Weber (1888 – 1946). In: Pompey, Heinrich (Hrsg.): Caritas im Spannungsfeld von Wirtschaftlichkeit und Menschlichkeit (= Studien zur Theologie und Praxis der Caritas und Sozialen Pastoral; Bd. 9). Echter, Würzburg 1997, ISBN 3-429-01949-4, S. 311–326.
- Heinrich Weber. Sozial- und Caritaswissenschaftler in einer Zeit des Umbruchs. Leben und Werk. (= Studien zur Theologie und Praxis der *Caritas und Sozialen Pastoral, Bd. 11), Echter, Würzburg 1998, ISBN 3-429-01971-0.
- Joseph Höffner als akademischer Lehrer. In: Colom, Enrique (Hrsg.): Dottrina sociale e testimonianza cristiana. Atti del Simposio in onore del Cardinale Joseph Höffner. Libreria Editrice Vaticana, Vatikanstadt 1999, ISBN 88-209-2710-1, S. 303–326.
- Bibliographie Jugendsozialarbeit und Jugendberufshilfe 1900–2000. Hrsg. von Landesarbeitsgemeinschaft Katholische Jugendsozialarbeit Nordrhein-Westfalen e. V. Köln: Landesarbeitsgemeinschaft Katholische Jugendsozialarbeit Nordrhein-Westfalen 2002, ISBN 3-8311-3390-5.
- Berufung Joseph Höffners und Gründung des Instituts für Christliche Sozialwissenschaften. In: Karl Gabriel (Hrsg.): Kirche – Staat – Wirtschaft auf dem Weg ins 21. Jahrhundert. 50 Jahre Institut für Christliche Sozialwissenschaften (= Schriften des Instituts für Christliche Sozialwissenschaften; 45). Lit, Münster/Hamburg/London 2002, S. 49–84.
- Reichstagsreden von Franz Hitze. In: Olpe in Geschichte und Gegenwart. 12. Jg. 2004, ISSN 0943-996X, S. 15–56.
- Joseph Höffner – Lebensstationen eines Sozialethikers. In: Karl Gabriel/Hermann-Josef Große Kracht (Hrsg.): Joseph Höffner (1906–1987). Soziallehre und Sozialpolitik. Schöningh, Paderborn u. a. 2006, ISBN 978-3-506-72954-5, S. 13–35.
- Sozialethik im Wandel der Zeit. Persönlichkeiten – Forschungen – Wirkungen des Lehrstuhls für Christliche Gesellschaftslehre und des Instituts für Christliche Sozialwissenschaften der Universität Münster 1893–1997. (= Abhandlungen zur Sozialethik, Bd. 49), Schöningh, Paderborn/München/Wien/Zürich 2006, ISBN 978-3-506-72989-7.
- Reden von Franz Hitze im Preußischen Abgeordnetenhaus. In: Olpe in Geschichte und Gegenwart. 15. Jg. 2007, ISSN 0943-996X, S. 13–42.
- Max Größer – Auswandererfürsorger und Auswandererseelsorger – Opfer des Nationalsozialismus. Festschrift zum 70. Todestag am 19. März 2010. Hrsg. vom Raphaels-Werk Dienst am Menschen unterwegs e. V., Hamburg 2010.
- Weltweiter Dienst am Menschen unterwegs. Auswandererberatung und Auswandererfürsorge durch das Raphaels-Werk 1871–2011. Pallotti Verlag, Friedberg 2011, ISBN 978-3-87614-079-7.
- Höffner, Joseph, Christlicher Sozialwissenschaftler, Bischof von Münster, Erzbischof von Köln, Kardinal, Vorsitzender der Deutschen Bischofskonferenz. In: Biographisch-Bibliographisches Kirchenlexikon. Band XXXIV. Verlag Traugott Bautz, Nordhausen 2013, Sp. 550–584.
- Weber, Heinrich Wilhelm. Sozial- und Caritaswissenschaftler. In: Neue deutsche Biographie. Band 27, Duncker & Humblot, Berlin 2020, S. 492–494.

Manfred Hermanns schrieb zahlreiche Artikel für das Biographisch-Bibliographische Kirchenlexikon (BBKL).

## Mitarbeit in kirchlichen Diensten und Gremien
- 1960–1963 Referent bei Sozialen Seminaren des Franz-Hitze-Hauses, Münster, und der Kommende, Dortmund
- 1987–1992 Regionsleiter der Region Osnabrück/Hamburg der Gemeinschaft katholischer Männer und Frauen[4]
- 29. April 1988–2013 Mitglied des Verwaltungsrates des Raphaelswerkes, Dienst am Menschen unterwegs[5]
- 1992–2002 Wissenschaftlicher Beirat des Familienbundes der Katholiken
- 1992–1998 Mitglied der Kommission 7 „Sozial-caritativer Dienst“ (Soziale Arbeit) des Zentralkomitees der Deutschen Katholiken
- 1996–2000 Mitglied des Zentralkomitees der Deutschen Katholiken
- 1996–2001 Delegierter des Raphaels-Werkes bei der Arbeitsgemeinschaft der katholischen Organisationen Deutschlands

## Mitgliedschaft in wissenschaftlichen und sozialen Gemeinschaften/Vereinen
- Deutsche Gesellschaft für Soziologie[6] (bis 2021)
- Übersee-Club, Hamburg[7]
- Beirat der Görres-Gesellschaft zur Pflege der Wissenschaft[8]
- Joseph-Höffner-Gesellschaft[9]
- Freundeskreis der Konrad-Adenauer-Stiftung
- Heinrich-Weber-Forschungskreis e. V. (1998–2018 Präsident)[10]
- 1989–2009 förderndes Mitglied des Vereins der Freunde des Instituts für Christliche Sozialwissenschaften an der Westfälischen Wilhelms-Universität Münster
- Verein für Katholische Kirchengeschichte in Hamburg und Schleswig-Holstein
- Hochschullehrerbund, 1989–1991 Referent für Soziale Wissenschaften und damit Mitglied des Geschäftsführenden Präsidiums auf Bundesebene
- Gemeinschaft Katholischer Männer und Frauen (KMF) (seit April 1965), zuvor Jungengemeinschaft des Bundes Neudeutschland (heute KSJ) und Hochschulring[11][12]
- Vereinigung der Freunde von Burg Rothenfels e. V.[13]
- Dombauverein Hohe Domkirche Hildesheim e. V.
- Zentral-Dombau-Verein zu Köln
- Deutscher Alpenverein[14]